# John Kinney
John Francis Kinney (ur. 11 czerwca 1937 w Oelwein, Iowa, zm. 27 września 2019) – amerykański duchowny katolicki, biskup Saint Cloud w metropolii St. Paul i Minneapolis w latach 1995–2013.
Ukończył seminarium św. Pawła w Saint Paul. Święcenia kapłańskie otrzymał 2 lutego 1963. Pracował duszpastersko na terenie archidiecezji St. Paul i Minneapolis z przerwą w latach 1968–1971, kiedy to studiował na Uniwersytecie Laterańskim. Uzyskał tam doktorat z prawa kanonicznego. Po powrocie do kraju był wicekanclerzem, a od 1973 kanclerzem archidiecezji St. Paul i Minneapolis.
9 listopada 1976 otrzymał nominację na biskupa pomocniczego St. Paul i Minneapolis ze stolicą tytularną Caprulae. Sakry udzielił mu metropolita John Robert Roach. 28 czerwca 1982 mianowany ordynariuszem Bismarck w Dakocie Północnej. Po trzynastu latach przeniesiony na biskupstwo St. Cloud (w dniu 9 maja 1995). Na emeryturę przeszedł 20 września 2013.